# مسند الشهاب
مسند الشهاب أحد كتب الحديث النبوي، ألفه القاضي أبو عبد الله القضاعي.

## نبذه عن الكتاب
كان أصل الكتاب هو ما ألفه المصنف أولًا وسماه كتاب الشهاب، وقد قال في مقدمته: «وقد جمعت في كتابي هذا مما سمعته من حديث ألفَ كلمة يعني ألف متن حديث- من الحكمة في الوصايا والآداب والمواعظ والأمثال، وجعلتها مسرودة يتلو بعضها بعضا محذوفة الأسانيد مبوبة أبوابا على حسب تقارب الألفاظ، ثم زدت مائتي كلمة فصار الكتاب ألف كلمة ومائتي كلمة، وختمت الكتاب بأدعية مروية عنه عليه السلام، وأفردت لأسانيد جميعها كتابا يرجع إليه في معرفتها». فعبارته الأخيرة: وأفردت تشير إلى قصة المسند، وكيف كان الكتاب محذوف الأسانيد مقصورًا على المتون، ثم أسنده المصنف فخرج على ما هو عليه.
الكتاب يعج بالأحاديث الضعيفة والموضوعة، حتى إن الحسن بن محمد الصغاني صنف عليه رسالة تكشف ما به سماها: الدر الملتقط في بيان الغلط، وبناء عليه، فلا بد من النظر في أسانيده ومدار جل أسانيده على أبي محمد عبد الرحمن بن عمر التجيبي المعروف بابن النحاس، وقد يسميه الصفار أو البزاز. تبلغ عدة أحاديث الكتاب ألفا وثلاثمائة وواحدا وسبعين حديثًا.

## وصلات خارجية
- تحميل مسند الشهاب من المكتبة الشاملة
- تحميل مسند الشهاب من المكتبة الوقفية